# 世界童軍徽
世界童軍徽（英語：World Scout Emblem）為世界童軍運動組織的徽章，適用於全球童軍活動成員與童軍服務員，以識別其成員身份。各國童軍組織可以決定其徽章的使用辦法與適用成員。

## 原始設計
1897年，羅伯特·貝登堡於印度服役時，就開始採用百合花飾箭頭狀的黃銅章，頒贈給經貝登堡訓練過的偵察兵。後來他於1907年時，製作了一個百合花飾銅章，贈送給所有參與白浪島實驗營隊的成員。
貝登堡在其著作《童軍警探》中，納入了童軍布章的設計樣式，為一個簡單的百合花飾，其底部為捲軸，上面以英語書寫童軍銘言「準備」（Be Prepared）。他的理由認為，百合花飾一般用於地圖中的指北符號，而身為童軍，就是要藉由履行責任與幫助他人來作為一名領路人。
百合花飾的三片花瓣象徵著服務他人、為神盡責與遵守童軍規律。此為童軍諾言中的三項原則，每一位童軍在加入童軍運動時都必須遵守。隨後在短時間內，百合花飾做了一些修改，增加了2個五角星，代表著知識與真理；而在三片花瓣下方則綁著一個紐帶，象徵童軍活動是一個大家庭。
1939年，約翰·史金納·威爾森引入了一個國際童軍布章，其設計為銀色的百合花飾，背景為紫色，外圍有圓形邊框，環繞著五大洲英語名稱的銀色文字。當時對於這個徽章沒有統一的配戴規則，但曾經限制配戴人員為國際童軍委員會的前任與現任成員，以及國際童軍局的工作人員。隨後他也設計了與布章相似的童軍旗，也限定使用於國際童軍會議與聚會上。
現在的童軍徽章是在1955年，於第8次世界童軍大露營中啟用，設計者為前希臘童軍總監迪米特里奧斯·阿萊克薩圖斯。目前這份最終設計可使用於童軍制服上，其設計為一條繩子圍繞著百合花飾，並在底部打上平結。繩子象徵著世界童軍運動是一個大家庭，而繩結象徵著世界童軍運動團結的力量。徽章顏色的選擇有著紋章學的特點：百合花飾與繩子採用白色，代表純潔；而底色採用皇家紫色，代表著領導與服務。
百合花飾的使用曾引發爭議，多數批評針對的是其軍事符號的象徵。然而，羅伯特·貝登堡本身反駁了這種連結，而且還說明與撰寫關於這個符號的多重意涵。

## 組織使用方式
各國童軍組織會針對世界童軍徽，制訂不同的使用方式。

### 英國童軍總會
英國童軍總會將世界童軍徽訂為世界成員布章（World Membership Badge）。此徽章用於童軍成員進入各童軍階段的獎勵，包含稚齡童軍、幼童軍、童軍、探險童軍與童軍連線，其宗旨是協助童軍成員理解童軍活動的承諾。

### 美國童軍
美國童軍將世界童軍徽定為世界冠飾（World Crest），可裝飾在制服上，作為全球童軍活動的標誌。美國童軍於1956年至1991年，使用其徽章獎勵童軍成員與童軍服務員參與國際童軍活動，資格由各童軍會制訂。1991年，美國童軍正式將世界童軍徽定為所有童軍制服的一部份，原來做為獎勵的角色則以國際活動布章取代。

### 引用
1. 1 2  Walker, "Johnny". . Scout Milestones. 2006  [2007-02-21]. （原始内容存档于2011-06-14）.
2. ↑  Baden-Powell, Robert. . Oxford University Press. 1908: 34.
3. 1 2 3   (PDF). The Scout Association.   [2007-02-21]. （原始内容 (PDF)存档于2011-06-06）.
4. ↑  John S. Wilson (1959), Scouting Round the World. First edition, Blandford Press. p. 268
5. 1 2  Walton, Mike. . 1999  [2006-12-21]. （原始内容存档于2007-10-10）.
6. ↑  . The Scout Association.   [2007-12-20]. （原始内容存档于2008-01-15）.
7. ↑  . The Scout Association.   [2007-12-20]. （原始内容存档于2007-12-19）.
8. ↑  . The Scout Association.   [2007-12-20]. （原始内容存档于2007-11-28）.

### 書籍
- Scouting Round the World, John S. Wilson, first edition, Blandford Press 1959, page 210.